# Patrick Dondelinger
Patrick Dondelinger (* 1966 in Luxemburg) ist ein luxemburgischer Wissenschaftler  und Kulturschaffender.

## Leben und Wirken
Dondelinger studierte an der Universität Paris IV die Fächer Geschichte und Anthropologie, die er 1996 mit einer Doppelpromotion in Religionswissenschaft und Theologie abschloss. Als Dissertation legte er eine Studie über den Exorzismus vor. Daneben schloss er an der Universität Paris II ein Studium der Politologie mit dem Diplom ab, wofür er die politischen Ideen des Papstes Johannes Paul II. untersuchte.
Von 2001 bis 2003 hatte er eine Professur für Liturgiewissenschaft an der Universität Luzern inne.
Im Auftrag von Johannes Mischo und dem Institut für Grenzgebiete der Psychologie und Psychohygiene führte Dondelinger Feldforschungen an den Orten der Marienerscheinung in Lourdes und Marpingen durch. Zudem betrieb er anthropologische Feldforschung in Afrika sowie Nord- und Südamerika.
Von 1998 bis 2004 forschte und lehrte er als Professor (maître de conférences) für Anthropologie an der Universität Metz. Von 2004 bis 2018 arbeitete er im Rahmen des Service des sites et monuments nationaux, der Denkmalbehörde des Großherzogtums Luxemburg. Von 2018 bis 2022 arbeitet er am Centre National de l’Audiovisuel, dem nationalen Institut für Foto, Film und Ton des Großherzogtums Luxemburg, und seit 2022 am Kulturministerium des Großherzogtums Luxemburg.
Im Auftrag des Kulturministeriums des Großherzogtums Luxemburg ist Dondelinger für die UNESCO-Konvention zum Erhalt des immateriellen Kulturerbes verantwortlich, Mitglied der Luxemburger UNESCO-Kommission sowie der European Commission's Expert Group on Cultural Heritage, der Reflection Group „EU and Cultural Heritage“, nationaler Koordinator des Europäischen Kulturerbe-Siegels, Vorstandsmitglied im Europäischen Institut für Kulturrouten (EICR) und im Natur- & Geopark Mëllerdall.
Dondelinger ist wirkliches Mitglied des Großherzoglichen Institutes – Abteilung Sprachwissenschaft, Ethnologie und Onomastik.

## Werke (Auswahl)
- Faut-il croire au merveilleux? Le Cerf, 2003, ISBN 978-2-204-07162-8.
- Die Visionen der Bernadette Soubirous und der Beginn der Wunderheilungen in Lourdes. Pustet, Regensburg 2003, ISBN 978-3-7917-1852-1.
- Bernadette Soubirous. Visionen und Wunder. Verl.-Gemeinschaft Topos plus, Kevelaer 2007, ISBN 978-3-8367-0650-6.